# 夏野虹花
夏野 虹花（なつの ななか、7月23日 - ）は、日本の元女性声優、歌手。愛知県出身。主にアダルトゲームに出演していた。

## 人物
イエローテイル附属養成所EEAの声優科・アニメボーカル科を経て、EEA在所中の2012年10月にロックンバナナアクターズ所属となりデビューを果たす。
声優を中心に歌手、イベント出演、ライブ出演などを行っていた。
2016年10月31日をもって引退した。

## 主な出演
太字はヒロイン・メインキャラクター

### PCゲーム

#### 2013年
- ラブesエム（鶴谷 あやか）[4]

#### 2014年
- 超催眠術学園（雛罌粟）[5]
- 鏡の国のお姫様が学園生活と恋を始めました（溝口 明日香）[6]
- ヤキモチストリーム（霧島 しずく）[7]

#### 2015年
- カミツレ〜7の二乗不思議〜（藤堂 静佳）[8]
- わんにゃん☆アラモード! 〜どっちにするの?わんにゃんHなカフェ事情!〜（犬山 道代）[9]

### ソーシャルゲーム
- いくさひめ～天下ワレメの戦い～[10]
- メイデンクラフト（神奈柚希）[11]

### OVA
- ラブesエム THE ANIMATION 『誰にも言えない秘密』（鶴谷 あやか）[12]

### インターネット番組
- 新.江古田で会いましょう！（パーソナリティ）
- 桜嫁祭ニコニコ委員会（第20回メインパーソナリティ、ペットのナナニャン）

### イベント出演
- バナナvsピーチ ジュニア対抗 春の大運動会（2013年4月27日）
- お姉さま達といっしょ♪（2013年5月29日）
- 桜嫁祭2014（2014年3月8日）

### コラム
- 朱音と虹花のらぶらぶデート日和（PUSH!!2013年11月号 - 2015年11月号）
- 夏野・明島のいつもギリギリです。（Game-Style：2014年11月14日 - ）[13]

## 歌手活動

### アルバム
- なななナキモチ

### ゲームボーカル
- まだ知らないキミ（『ずっとすきしてたくさんすきして』永遠ED曲）
- MINE（『超催眠術学園』OP曲）
  - 歌：雪村とあ、新堂真弓、夏野虹花、葉月ゆづる
- Start!（『鏡の国のお姫様が学園生活と恋を始めました』挿入歌）

### ライブイベント
- 夏野虹花「なななナキモチ」発売記念歌謡ショー（2013年12月25日）
- バナバン☆あ～る!!-もえげーハンターGすぺしゃる。-（2014年10月11日）[14]
- バナバン☆あ～る!!-クリスマスすぺしゃる-（2014年12月13日）[15]